# 孫佐 (正德進士)
孫佐（1477年—？年），字朝相，江西临江府清江縣人，民籍。

## 生平
治《詩經》，行三，由國子生中式弘治辛酉科（1501年）江西鄉試第六十八名舉人，年三十二歲中式正德三年（1508年）戊辰科會試第二百十七名，第三甲第一百九十四名進士。初授福建建宁府建阳县知县，正德八年（1513年）任广西柳州府宾州知州，嘉靖八年（1529年）任广东德庆州知州。升太平府通判，官至知府。

## 家族
曾祖孙正夫。祖父孙宁，学正。父孙瑞。母李氏。慈侍下。兄孙伟，南京工部主事；弟价、伏。子孫承南，號肖洲，隆慶元年（1567年）丁卯科舉人，授推官，萬曆八年（1580年）选授雲南道御史。